# Myrna DeBerry
Myrna Jean DeBerry, coniugata Lorick (DeWitt, 7 maggio 1947 – Haughton, 11 novembre 1991), è stata una cestista statunitense.

## Carriera
Con gli Stati Uniti disputò i Campionati mondiali del 1971 e vinse la medaglia d'argento con gli Stati Uniti ai Giochi panamericani di Winnipeg 1967.